# 동백중학교 (부산)
동백중학교(冬柏中學校)는 대한민국 부산광역시 해운대구 중동에 있는 공립 중학교이다.

## 학교 연혁
- 1988년 1월 6일 : 학교 설립 인가 (32학급)
- 1989년 3월 2일 : 개교 및 문상구 초대 교장 취임
- 1989년 3월 6일 : 제1회 입학식 (534명)
- 2003년 11월 18일 : 디지털 도서관 개관
- 2004년 2월 16일 : 동백관 개관
- 2007년 3월 30일 : 인조잔디 운동장 준공
- 2011년 3월 1일 : 청소년 스스로 지킴이(YP) 연구학교 운영(~2013. 02. 28)
- 2011년 9월 1일 : 학교 리모델링 공사 완공
- 2014년 3월 1일 : 자유학기제 희망학교 운영(~2016. 02. 29)
- 2023년 9월 1일 : 제14대 남재희 교장 취임
- 2024년 2월 7일 : 제33회 졸업식(212명) 총 졸업생 수 12,410명
- 2024년 3월 4일 : 제36회 입학식(9학급 216명)

## 참고 자료
- 동백중학교 - 한국교육학술정보원 학교알리미